# Lohrville (Wisconsin)
Lohrville és una població dels Estats Units a l'estat de Wisconsin. Segons el cens del 2000 tenia 408 habitants.

## Demografia
Segons el cens del 2000, Lohrville tenia 408 habitants, 168 habitatges, i 122 famílies. La densitat de població era de 129,1 habitants per km².
Dels 168 habitatges en un 26,2% hi vivien nens de menys de 18 anys, en un 59,5% hi vivien parelles casades, en un 7,7% dones solteres, i en un 26,8% no eren unitats familiars. En el 22,6% dels habitatges hi vivien persones soles el 8,9% de les quals corresponia a persones de 65 anys o més que vivien soles. El nombre mitjà de persones vivint en cada habitatge era de 2,43 i el nombre mitjà de persones que vivien en cada família era de 2,8.
Per edats la població es repartia de la següent manera: un 23,5% tenia menys de 18 anys, un 5,6% entre 18 i 24, un 24,5% entre 25 i 44, un 26,2% de 45 a 60 i un 20,1% 65 anys o més.
L'edat mediana era de 42 anys. Per cada 100 dones de 18 o més anys hi havia 105,3 homes.
La renda mediana per habitatge era de 34.479 $ i la renda mediana per família de 36.500 $. Els homes tenien una renda mediana de 27.813 $ mentre que les dones 22.000 $. La renda per capita de la població era de 14.386 $. Aproximadament l'1,6% de les famílies i el 3,1% de la població estaven per davall del llindar de pobresa.

## Poblacions més properes
El següent diagrama mostra les poblacions més properes.